# Asthenes modesta
El canastero pálido (en Argentina y Bolivia)  (Asthenes modesta) también denominado canastero chico (en Chile), canastero cordillerano (en Perú), canastero chico del norte o piscuiz pálido, es una especie de ave paseriforme de la familia Furnariidae perteneciente al numeroso género Asthenes. Es nativa del oeste y sur de Sudamérica.

## Distribución y hábitat
Se distribuye a lo largo de la cordillera de los Andes y adyacencias, desde el centro de Perú, por Bolivia, hasta el sur de Chile y Argentina, en este último país se extiende por las sierras precordilleranas y por las planicies del centro sur del país y de la meseta patagónica.
Esta especie es considerada bastante común en sus hábitats naturales: los pastizales áridos abiertos de la puna generalmente en terrenos pedregosos, hasta los 4500 m de altitud; también pastizales semi-húmedos sureños y patagónicos.

## Descripción
Mide entre 15 y 16 cm de longitud y pesa entre 13 y 22 g. La cabeza es grisácea con plumas acaneladas y una lista superciliar blanquecina. La garganta es blanquecina con una mancha amarillenta rojiza y pintas negras bajo esta. Las partes superiores son pardo grisáceo. Lss partes inferiores blanquecinas con pecho lavado de gris y vientre lavado de rufo. Las plumas primarias son de color café oscuro y las secundarias café oscuro, bordeadas de tono acanelado. La cola es de tono canela amarillento en la barba externa de las rectrizes, y negruzco en la barba interna. El pico y las patas son negros. Es similar al canastero colinegro (Pseudasthenes humicola), se diferencia por ser un poco menor y por tener la cola con tonos rufo y negro en vez de totalmente negra.

## Reproducción
Anida en la cordillera a altitudes superiores a 2000 m s. n. m. Construye un nido cilíndrico en forma vertical, con la entrada en la parte superior, y en el fondo una cuna acolchada por fibras vegetales y palitos secos. El nido se parece al de A. humicola, pero sin las espinas usadas por éste, y de menor tamaño. La nidada consta de tres huevos, a veces cuatro, de color blanco algo opacos y tamaño promedio de 21 x 16 mm.

## Sistemática

### Descripción original
La especie A. modesta fue descrita por primera vez por el naturalista británico Thomas Campbell Eyton en 1852 bajo el nombre científico Synallaxis modestus; la localidad tipo es: «Bolivia».

### Etimología
El nombre genérico femenino «Asthenes» deriva del término griego «ασθενης asthenēs»: insignificante; y el nombre de la especie «modesta», del latín «modestus»: modesto, liso, despretensioso.

### Taxonomía
En el pasado, algunas veces fue considerada como incluyendo la actualmente Pseudasthenes cactorum como subespecie (y hasta como sinónimo), pero los datos genéticos mostraron posteriormente que ni siquiera pertenecen al mismo género. La subespecie nominal aparentemente varía el color del dorso, más oscuro en el norte, más pálido y arenoso en el sur. La subespecie propuesta A. modesta navasi Contreras, 1979 (del sur de Argentina) fue descrita como siendo diferente de australis en la biometría, (pico significativamente más corto, alas y cola más largas), pero la sobreposición de medidas evita la separación de muchos especímenes.

### Subespecies
Según la clasificación Clements checklist v.2018 se reconocen cinco subespecies, con su correspondiente distribución geográfica:
- Asthenes modesta proxima (Chapman, 1921 – Andes del centro y sureste de Perú (Junín al sur hasta Cuzco).
- Asthenes modesta modesta (Eyton, 1852) – Andes del suroeste de Perú (Arequipa, Puno), oeste de Bolivia (oeste de La Paz, Oruro, Potosí), hasta el norte de Chile (Tarapacá, Antofagasta) y noroeste de Argentina (Jujuy, Salta y Catamarca).
- Asthenes modesta rostrata (Berlepsch, 1901) – pendiente oriental de los Andes del centro de Bolivia (La Paz y Cochabamba).
- Asthenes modesta australis Hellmayr, 1925 – centro y sur de Chile (Andes desde el sur de Atacama al sur hasta Colchagua, tierras bajas en Aysén y norte de Magallanes) y oeste y sur de Argentina (Andes al sur desde La Rioja, y planicies desde La Pampa, y Sierras de Ventania en el suroeste de Buenos Aires, hacia el sur hasta  Santa Cruz).
- Asthenes modesta serrana Nores, 1986 – Cerro Famatina, en La Rioja (oeste de Argentina).

Según las clasificaciones del Congreso Ornitológico Internacional, y Aves del Mundo (HBW) se reconocen otras dos subespecies (totalizando siete), con su correspondiente distribución geográfica:
- Asthenes modesta cordobae Nores & Yzurieta, 1980 – centro de Argentina (Sierras de Córdoba y noreste de San Luis)
- Asthenes modesta hilereti (Oustalet, 1904) – Andes del noroeste de Argentina (Sierra del Aconquija y Cumbres Calchaquíes (Tucumán y Catamarca).